# Art Basel
Art Basel è una fiera d'arte moderna e contemporanea, che dal 1970 si svolge annualmente a Basilea, in Svizzera.

## Storia
Nata da un'idea dei galleristi e collezionisti Trudl Bruckner, Balz Hilt e i coniugi Ernst e Hildy Beyeler, la fiera d'arte di Basilea (che ha luogo a metà giugno) si è affermata negli anni come un importante appuntamento internazionale non solo dal punto di vista del mercato dell'arte, ma anche della ricerca artistica. 
L'eco di Art Basel riesce oggi a raggiungere, grazie alla contemporanea presenza nello stesso luogo di un vasto insieme di operatori del settore e alla facilità dello scambio delle informazioni, un considerevole bacino di utenza, non sempre però in possesso di adeguati strumenti di valutazione e comprensione.
Più di 2.500 artisti, che spaziano dai grandi maestri dell'arte moderna fino all'ultima generazione di stelle emergenti, sono rappresentati in più sezioni della fiera. La rassegna include ogni forma di espressione artistica come la pittura, il disegno, l'installazione, la fotografia, la performance e la videoarte.
Questa fiera ospita gli stand di quasi trecento gallerie internazionali provenienti da Nord America, America Latina, Europa, Asia e Africa, e dedica uno spazio anche a progetti artistici site-specific. 
Alla fine degli anni novanta il momento espositivo all'interno della fiera dal titolo "Video Forum" era dedicato all'interazione dell'arte con i media tecnologici e soprattutto alla videoarte; in seguito ha preso il via "Art Unlimited" che dà spazio a installazioni di dimensioni elevate realizzate attraverso l'uso dei più diversi mezzi espressivi. 
Dal 2002 la fiera di Basilea realizza anche un'edizione invernale che si svolge ogni anno in dicembre a Miami Beach, col nome di Art Basel Miami Beach.
La banca svizzera UBS dal 1994 sponsorizza l'evento.
Dal 2013 Art Basel si espande anche sulla Via della seta, dando così luogo all''Art Basel Hong Kong'.

## Sezioni

### Art Galleries e Art Edition
Qui espongono oltre trecento tra le più eminenti gallerie del mondo, selezionate fra le oltre mille candidature da una giuria internazionale, composta da rinomati galleristi.

### Art Statements
Dal 1999 Baloise Group assegna il suo Baloise Art Prize annuale a due progetti di spicco di Art Statements.

### Art Feature
Il settore espositivo Art Feature si dedica soprattutto agli aspetti curatoriali dell'attività galleristica.

### Art Unlimited
La sezione Art Unlimited presenta oltre 50 lavori artistici in formato gigante. Molte delle opere esposte vengono appositamente prodotte per la specifica edizione.